# Психоделіки

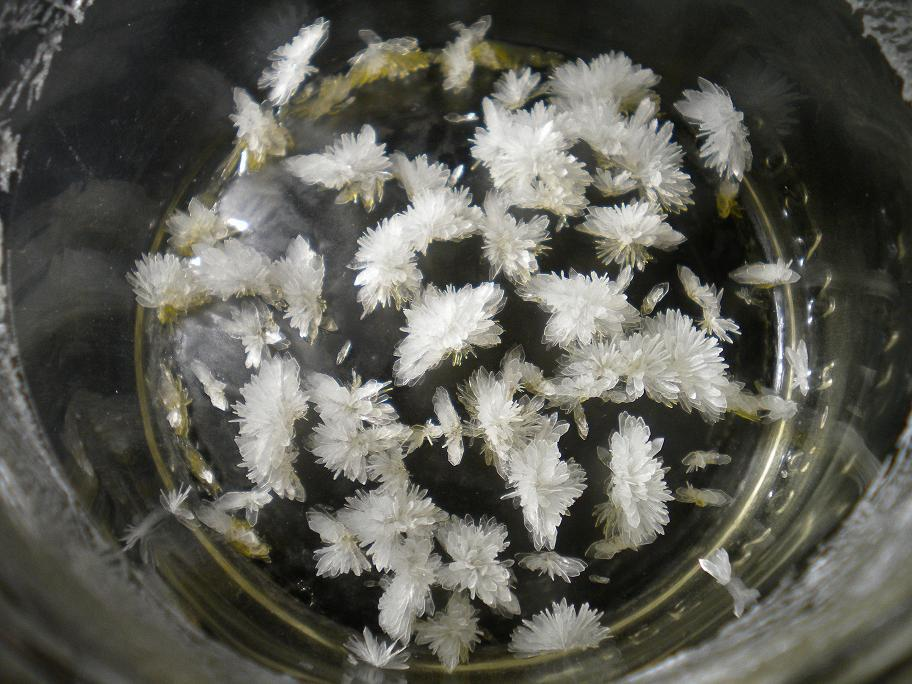
Кристали ДМТ

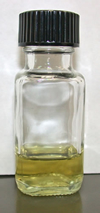
Розчин діетиламіду лізергінової кислоти (ЛСД)

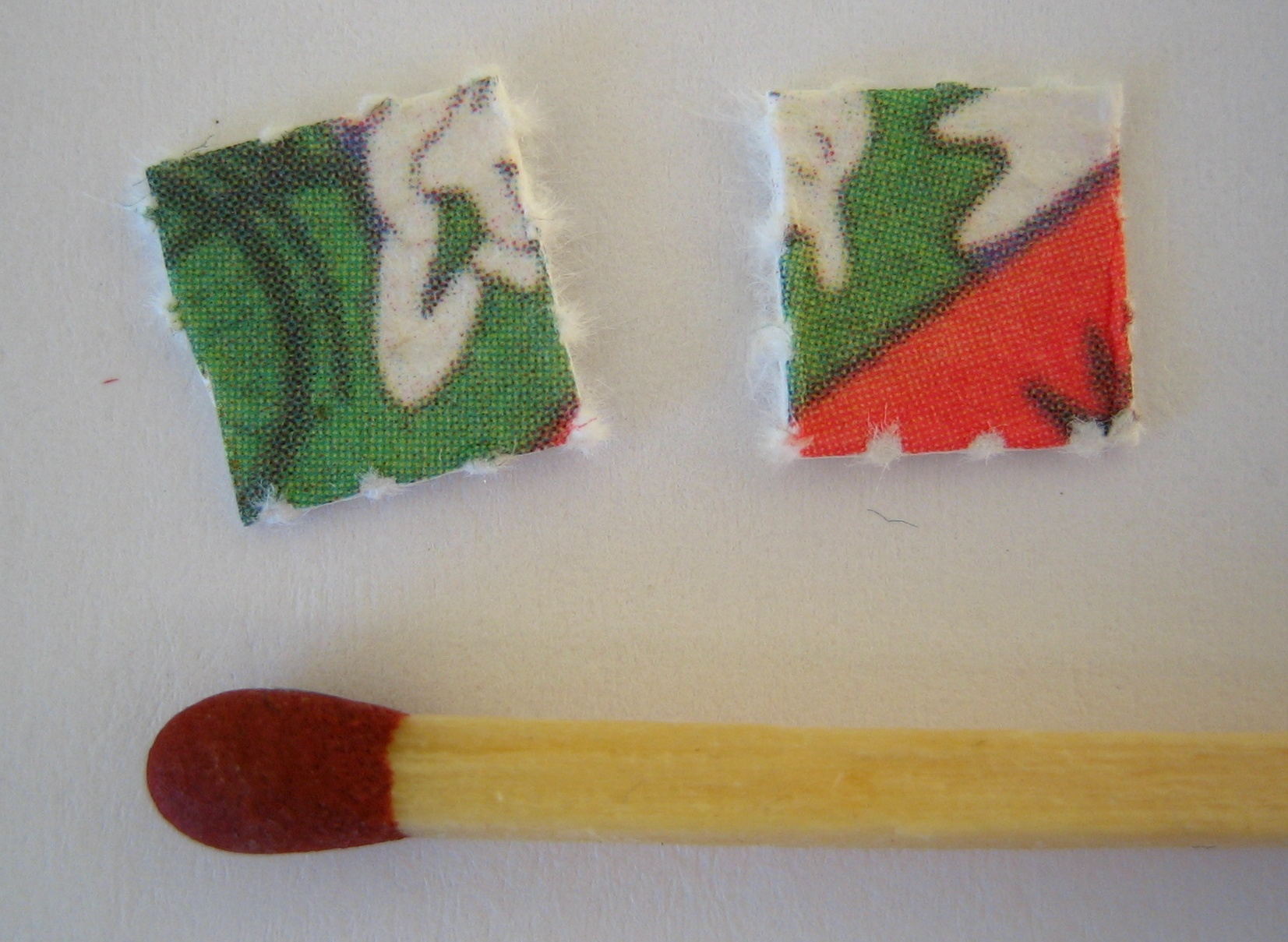
Просочена ЛСД промокашка та сірник (для порівняння розмірів)

Психоделіки (від грец. ψυχή — «душа», «психіка» і грец. δήλος — «ясний», «очевидний») — клас галюциногенних психоактивних речовин, що у великих дозах можуть викликати психоделічний стан, що супроводжується видіннями (розмовне „тріп“). Психоделіки змінюють сприйняття і мають здатність вводити людину у змінений стани свідомості, але загалом вважаються цілком безпечними з точки зору залежності або звикання. Використовуються в психоделічній медицині. Психоделічний досвід часто порівнюють з медитативними або трансцендентними станами свідомості.
Класичними психоделіками є ЛСД і мескалін. Найвідоміші психоделіки — це ЛСД, псилоцибін, ДМТ та мескалін.

## Історія
Психоделіки мають довгу історію традиційного використання в народній медицині і релігійних практиках. Їх здатність впливу на сприйняття використовувалася для фізичного і духовного лікування. Психоделіки використовувалися людьми в шаманських і релігійних ритуалах, починаючи справіку. Часто в цьому контексті психоделіки відомі під назвою ентеогени. У всьому світі використання ентеогенів у духовних практиках — психоактивних речовин, що застосовуються в релігійному або шаманському контексті — є нічим іншим, як науковим мистецтвом, унікальним для народів і регіонів, які вивчали його протягом століть.
Перший інтерес до психоделіки у західній науці з'явився в середині-наприкінці XIX століття з початком вивчення мескаліну. Після Другої світової війни були спроби використовувати психоделіки як ліки, в тому числі для лікування депресій.
Таємна розвідувальна служба Великобританії та ЦРУ проводили секретні експерименти з вивчення впливу ЛСД на необізнаних людей (див. Проєкт «МК-Ультра»). Політичні скандали, спричинені цими експериментами, започаткували тенденцію масштабних змін у тогочасному суспільстві, а випадки смертей і проблем із психічним здоров'ям викликали занепокоєння консервативного суспільства та уряду, що призвело до заборони та криміналізації ЛСД, а згодом й інших психоделіків.
Починаючи з 1960-х років, вживання психоделіків (зокрема ЛСД) у «рекреаційних цілях» набуло широкого розповсюдження, особливо в культурі хіпі та бітників.
Дослідження впливу психоделіків на свідомість в даний час відроджуються в деяких країнах. Спонсоруванням, висвітленням та проведенням сучасних досліджень в області психоделіків і питаннями зміни політики щодо заборонених психоделічних речовин у медицині та психотерапії займається, зокрема, Мультидисциплінарна асоціація психоделічних досліджень (Multidisciplinary Association for Psychedelic Studies, або MAPS) і Дослідницький інститут Хеффтера (Heffter Research Institute).

## Походження терміна
Наприкінці XIX та на початку XX століття з'являється термін «фантастикум», що використовувався для позначення мескаліну та сумішей екстрактів сировини, що містить мескалін. Пізніше «фантастикумами» стали називати й інші галюциногени та наркотики. Наразі це слово вийшло з ужитку.
Термін «психоделік» вперше використав Хамфрі Осмонд у своєму листуванні з Олдосом Гакслі. Термін побудований з грецьких слів ψυχή (душа) та δηλείν (проявляти) та означає «проявлювач душі», натякаючи на здатність психоделіків проявляти зазвичай невидимі аспекти людської свідомості. Сам Гакслі запропонував власний варіант терміну — «фанєротім», що з грецької означає «робити душу видимою».
Ще один розповсюджений термін для психоделіків — «ентеогени». Цей термін також грецького походження і вказує на релігійну природу багатьох психоделічних досвідів, означаючи «бог всередині»..

## Хімія
За хімічною структурою психоделіки поділяються на фенилетиламіни, лізергаміди і триптаміни, які також різняться за характером впливу (на основі власного досвіду люди, які цікавляться цими речовинами, іноді кажуть, що суб'єктивно фенілетиламіни, переважно, більш «холодні», «синтетичні» та «жорсткі» і вони «показують», а триптаміни, переважно, більш «теплі», «живі» і «м'які» і вони «розповідають»). Слід зазначити, що така класифікація досить умовна і триптамінові психоделіки правильніше було б називати індольними, оскільки не всі речовини, які вважаються триптамінами, насправді є триптамінами (типовим прикладом є ЛСД, який насправді є похідним лізергінової кислоти, ефекти якої, втім, дуже схожі на ефекти триптаміну).
На молекулярному рівні психоделіки, переважно — екзогенні агоністи серотонінових рецепторів. Експерименти на мишах показали, що внутрішньоклітинна дія психоделіків пов'язана з активацією Gi/0-білку і синтезом мРНК генів EGR-1 і EGR-2. Ціллю психоделіків є кора півкуль, і особливо п'ятий шар нейронів.

## Фармакологія
З фармакологічної точки зору багато психоделіків найчастіше є агоністами серотонінових рецепторів типу 5-HT2A, що належать до трьох основних груп: триптамінів, фенілетиламінів та лізергамідів. Однак психоделічними властивостями можуть володіти речовини практично будь-якої структури, що здійснюють вплив на широкий спектр нервових рецепторів.
Точний механізм дії психоделіків невідомий, але дослідження показують зниження активності мережі пасивного режиму роботи мозку та збільшення функціонального зв'язку між регіонами мозку. Ці феномени вважаються одним з найважливіших фармакологічних механізмів психоделічних досвідів, особливо в зв'язку з утратою власного „я“.

## Речовини
- ДМТ — індольний алкалоїд, що міститься в багатьох видах рослин. Сам ДМТ є дуже розповсюдженою речовиною, існуючи також в ендогенному вигляді в організмах тварин, в тому числі людей[17]. Є архетипічним аналогом серотоніну, структурні елементи ДМТ присутні в псилоцибіні та лізергамідах. ДМТ викорисовується як у вигляді рослинних засобів на кшталт аяваски, так і в вигляді курильних сумішей. Зазвичай швидко дезактивується організмом, тому його дія триває дуже короткий час. Аяваска містить алкалоїди, що тимчасово захищають диметилтриптамін від дезактивації, через що дія ДМТ у цьому зіллі триває набагато довше[18]. Викликані ДМТ галюцинації цілком відокремлені від реальності, створюючи досвід, який важко описати вербально[19]. Під впливом ДМТ у людей нерідко виникають галюцинації контактів з потойбічними істотами[20].
- ЛСД — напівсинтетична речовина, похідна лізергінової кислоти, яку отримують шляхом гідролізу ерготаміну. Ерготамін міститься у склероціях паразитичного гриба Claviceps purpurea, який вражає злаки. Лізергамід містить триптамінову та фенетіламінову групи, що робить його агоністом не тільки серотонінових, але й дофамінових рецепторів. Це надає ЛСД більш «енергійного» ефекту порівняно з псилоцибіном.[21][22]
- Мескалін — фенетіламіновий алкалоїд, що виділяється декількома кактусами, найвідомішим з яких є пейот, а також синтезується з хімічних речовин.[23]
- Псилоцин є активним метаболітом псилоцибіну, індольного алкалоїду, який виділяють понад двісті видів грибів (так званих псилоцибінових грибів). Псилоцин цікавий своєю здатністю викликати релігійні та магічні переживання у споживачів.[24]
- 2C-B — синтетичний фенетіламін, винайдений у 1974 році Олександром Шульгіним. Ефект поступово посилюється зі збільшенням дози, переходячи від майже непомітного і легко контрольованого силою волі до позбавлення здатності концентруватись, реалістичних галюцинацій, порушення координації та тривоги.

До психоделіків також належать деякі ентеогенні рослини, такі як Salvia divinorum і Tabernanthe iboga. Тетрагідроканнабінол (активна речовина каннабісу) належить до так званого «малого» класу психоделіків, який здатний викликати психоделічні переживання у великих дозах і лише у певних випадках. Емпатогени (MDMA, MDA) також мають деякі психоделічні властивості..
Не слід відносити до психоделіків дисоціативні речовини, як-от DXM, кетамін та PCP («ангельський пил»), що належать до більш численного класу галюциногенів.

## Вплив психоделіків на людину

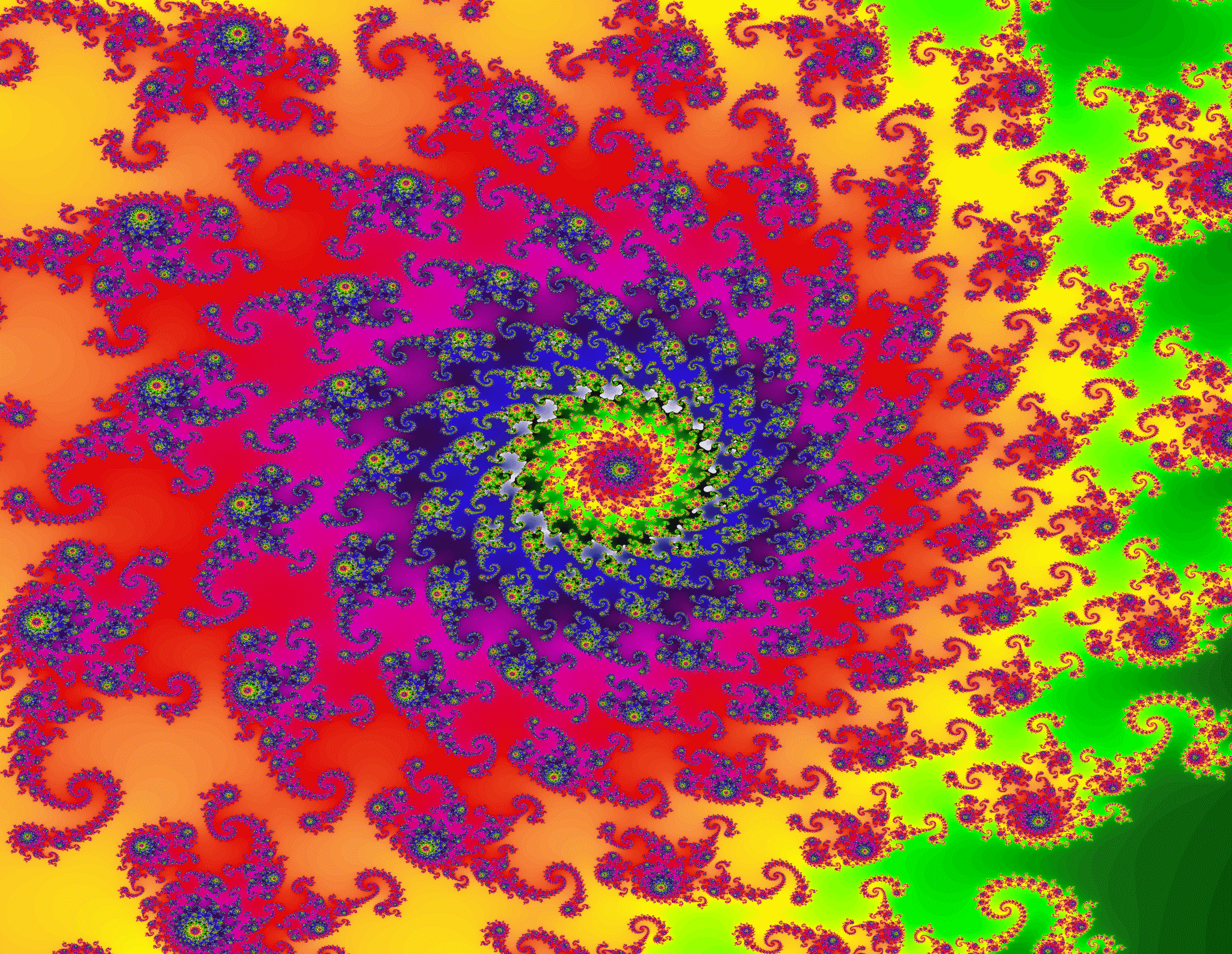
«Психоделічний» візерунок. Подібні візерунки можна спостерігати, наприклад, під впливом DMT

Вважається, що дія психоделіків полягає у виключенні фільтрів, що відсіюють сигнали, які нормальний (звичний) стан свідомості вважає непотрібними. Ці сигнали можуть виходити від різних функцій мозку, включаючи почуття, емоції, спогади, прояви несвідомого і підсвідомого.
Психоделіки, незважаючи на те, що вважаються (юридично) наркотиками, зазвичай не викликають фізичної або психічної залежності, але можуть бути надзвичайно небезпечними при необдуманому та необережному використанні, через їхню здатність надзвичайно посилювати емоції, думки та переживання, як позитивні, так і негативні, а також викликати дезорієнтацію, дереалізацию, деперсоналізацію та інші психотичні явища, особливо у неврівноважених людей з проблемами психічного здоров'я. Психоделічний досвід визначається не тільки речовиною, що змінює свідомість, а більшою мірою «сетом і сеттінгом» (установкою і обстановкою).
Однією з основних характеристик психоделічного досвіду і важливим його елементом є втрата власного его. Цей ефект характеризується втратою відчуття індивідуальності, відокремленням від сприйняття власного тіла та зниженням критичного мислення. Така зміна перспективи дозволяє сприйняти свій досвід новими шляхами, досліджувати напрями думок, які зазвичай відкидаються. Хоча таким чином і можна прийти до нового розуміння, часто думки, які здаються важливими та істинними, виявляються очевидно абсурдними після того, як психоделічний ефект минає. Точний механізм «втрати его» під впливом психоделіків невідомий, але зниження активності мережі пасивного режиму роботи мозку, яка відповідає і за збереження почуття індивідуальності, спостерігається під час вживання психоделіків і вважається можливою причиною.
Деякі можливі ефекти психоделічних речовин:
- відчуття глибокого неспокою, смутку, ейфорія, умиротворення; можливі різкі переходи від одного стану до іншого;
- зорові та слухові псевдогалюцинації;
- ілюзії;
- ілюзії надзвичайних здібностей (наприклад, ясновидіння, телепатії);
- порушення координації рухів, сприйняття схеми тіла;
- синестезія;
- тимчасове просторове порушення сприйняття навколишнього світу;
- яскраві переживання минулих подій.

Вважається, що іноді навіть одноразове застосування псилоцибіну може призвести до довготривалих позитивних змін в особистості, таких як більша відкритість, естетичне сприйняття, уява та креативність, особливо якщо учасники експерименту мали магічний досвід.

### Ефекти
На відміну від більшості інших психоактивних речовин, наприклад, опіатів або стимуляторів, вживання психоделіків не гарантує досягнення бажаного стану свідомості. Психоделічний досвід полягає у переживанні змінених або містичних станів свідомості, причому зміст цього досвіду може бути дуже різноманітним.
У більшості країн вживання та розповсюдження психоделіків переслідується законом і, відповідно, через юридичні складнощі дослідження обмежені, але результати проведених досліджень свідчать про те, що психоделіки є фізіологічно безпечними. Попри це, застосування психоделіків в розважальних цілях є дуже розповсюдженим.Через легальні труднощі, дослідження були обмежені, однак результати дослідів, що було проведено, вказують на фізіологічну безпечність психоделіків. Також вивчається можливість використання психоделіків для подолання залежності від тютюну та алкоголю і надання психологічної допомоги хворим на онкологічні захворювання. Зважаючи на ці фактори можна очікувати поступової декриміналізації психоделіків, як це сталося з канабісом.

### Небезпеки
За всю історію використання психоделіків не було зареєстровано жодного випадку смертельного передозування. Психоделіки вважаються фізіологічно безпечними і не викликають фізичної залежності.
Водночас, вживання психоделіків не є цілком безпечним. Психоделіки пригнічують критичне мислення та координацію. Через ілюзії надзвичайних здібностей і порушення критичного мислення людина під впливом психоделіків може завдати шкоди собі чи іншим, наприклад, вирішивши стрибнути з великої висоти, вважаючи, що вміє літати.
Крім того, вживання психоделіків є фактором ризику виникнення психологічних проблем. Можливі яскраві переживання спогадів, у тому числі негативних, та страхітливі галюцинації. Іноді трапляються спонтанні рецидиви попереднього психоделічного досвіду (зміни сприйняття, псевдогалюцинації) без використання психоделіків або галюциногенів. Критичний огляд 20 кількісних досліджень про так званий галюциногенний персистуючий розлад сприйняття (HPPD; флешбеки) показав, що сучасні знання про нього дуже обмежені. При цьому, однак, зв'язку між використанням психоделіків та збільшенням кількості випадків психічних захворювань не знайдено.

## Застосування психоделіків

### Мікродози
Вважається, що мікродози психоделіків (тобто дози, які не викликають повноцінного психоделічного досвіду) позитивно впливають на творчість, фізичну активність, покращують емоційний баланс і допомагають лікувати залежності, депресію та тривожні розлади. Через нелегальний статус психоделіків правдивість цих ідей не була перевірена дуже надійно, але вони продовжують набирати популярність.

### Розважальне
Психоделіки активно використовуються в розважальних цілях. Люди вживають як психоделіки, так і звичайні галюциногени, зазвичай з цікавості до психоделічного досвіду.

### Терапевтичне
Основна стаття: Психоделічна психотерапія
Нині існує психоделічна психотерапія, заснована на використанні психоделіків для лікування деяких психічних розладів. Через нелегальний статус психоделіків у більшості країн, доступ до цієї терапії можна отримати лише в рамках клінічних досліджень.
Психоделічна терапія відрізняється від звичайної психотерапії. Якщо звичайні психотерапевтичні препарати застосовуються самостійно, без постійного контролю протягом тривалого часу, то психоделічні засоби використовуються в контрольованих умовах в рамках від однієї до трьох сесій. Фахівці готують пацієнта до психоделічного досвіду і допомагають йому зробити висновки з нього. Під час самого психоделічного досвіду пацієнт зазвичай надягає темні окуляри та слухає музику, а терапевтична команда втручається тільки в разі виникнення проблем.
Наразі існує небагато якісних клінічних досліджень ефективності психоделічної терапії, але наявні дослідження показують потенціал терапії в лікуванні тривожних і депресивних розладів, залежностей та психологічній допомозі пацієнтам з невиліковними захворюваннями.

### Традиційне
Багато культур по всьому світу використовують природні психоделіки в релігійних практиках. У цьому контексті психоделіки відомі як ентеогени. Добре відомі практики південноамериканських народів, які використовують рослинні джерела ДМТ, накшталт психоделічного напою аяваска, для отримання психоделічного досвіду під час магічних ритуалів.